# Musée de la Chalosse

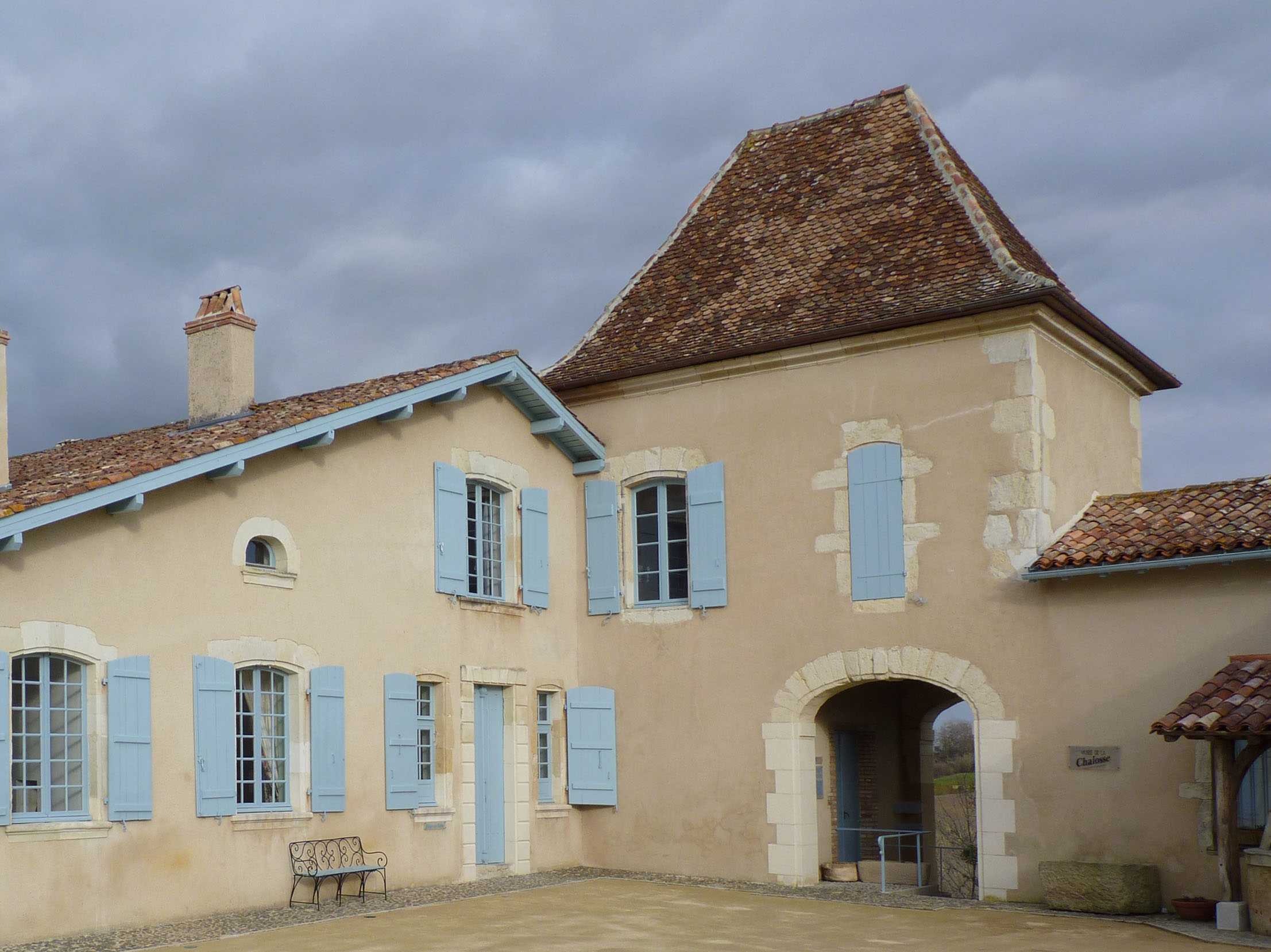
Domaine de Carcher, der Sitz des Museums

Das Musée de la Chalosse ist ein historisches und volkskundliches Museum in der Gemeinde Montfort-en-Chalosse im französischen Département Landes. Es hat den Status eines Musée de France.

## Geschichte
In den 1970er Jahren gab es erste Initiativen zur Erhaltung des kulturellen Erbes der Chalosse, einem Weinbaugebiet in der Gascogne. Ab 1975 fanden historische Ausstellungen zur landwirtschaftlichen Produktion in der Region statt (1977: Vom Weizen zum Brot; 1979: Von der Rebe zum Wein). Der Erwerb der Maison de Carcher, dem Herrenhaus eines früheren landwirtschaftlichen Betriebs, im Oktober 1981 ermöglichte die Einrichtung einer Dauerausstellung. Das Museum selbst wurde 1984 eröffnet.
Die durch den Départementskonservator des Départements Landes kuratierten volkskundlichen und agrargeschichtlichen Sammlungen wurden sukzessive erweitert. Die Grundlage bildeten Erwerbungen ehrenamtlicher Kräfte, die sich seit 1977 in der Association pour le Tourisme et la Culture en Haute-Chalosse zusammengeschlossen hatten. Der Generalrat des Départements Landes überließ dem Museum 1986 nahezu den gesamten Nachlass Sarrade mit mehr als 150 Objekten (Textilien, Geschirr, Möbel). 1987 gaben die Stadt Mont-de-Marsan und das dortige Musée Despiau-Wlérick rund 20 Gemälde und dekorative Objekte ab.
1987 wurde der Kleinbauernhof Capmas als zusätzliche Museumsfläche erworben und 2005 zugänglich gemacht. Die Besucherbereiche des Herrenhauses wurden 2010/11 renoviert und neu gestaltet.

## Sammlungen
Das Museum bewahrt heute rund 3500 typische Objekte aus der Chalosse (Haushaltsmöbel, volkskundliche Gegenstände, Werkzeug aus Landwirtschaft und Handwerk, Kostüme usw.), überwiegend aus dem 19. Jahrhundert. Der größte Teil wird allerdings im Museumsdepot verwahrt und nicht ständig gezeigt.